# Selskabsdans
Selskabsdans er et fagudtryk for dans i forbindelse med selskabelighed, herunder fester og sammenkomster.